# Fischerhut

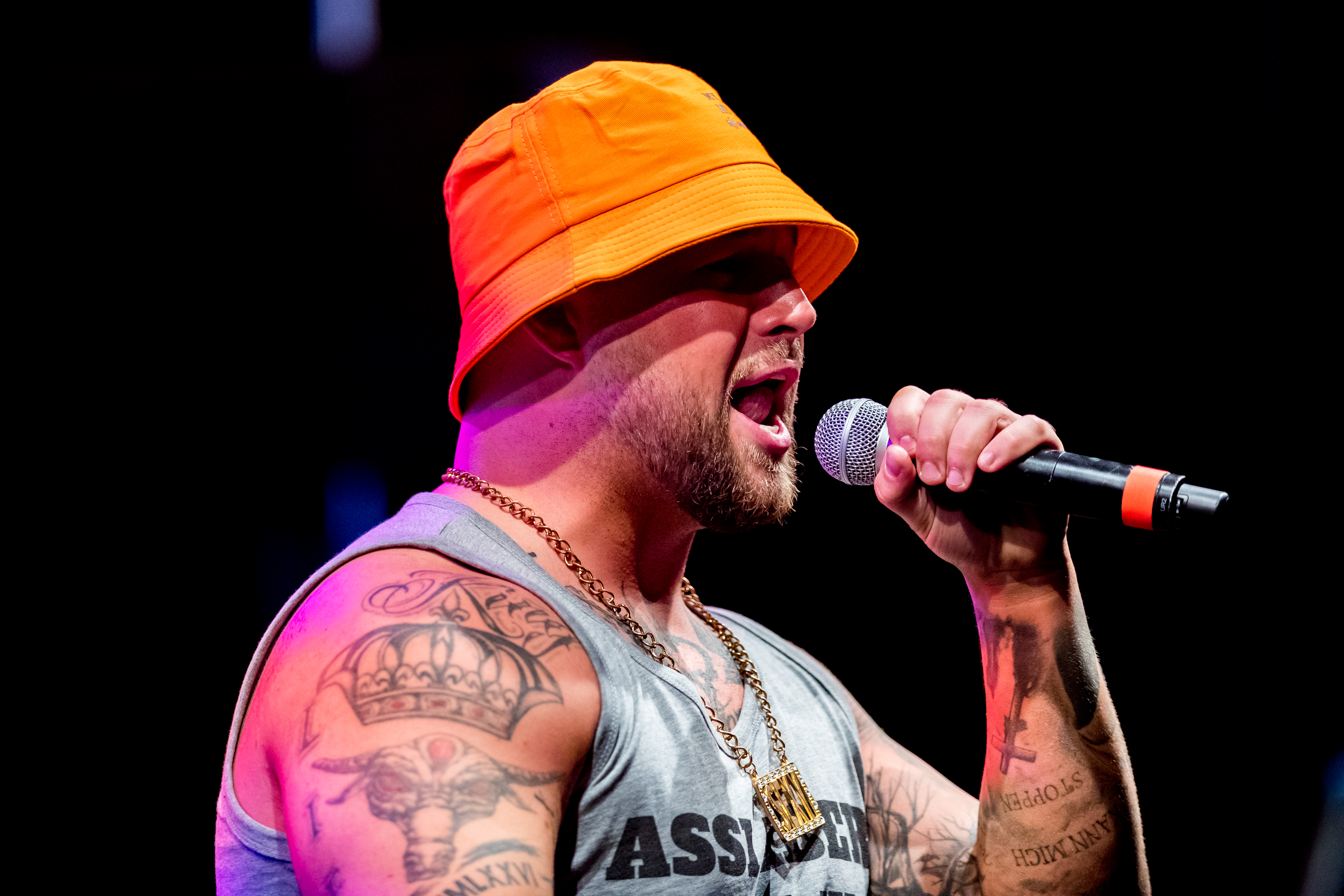
Mann mit Fischerhut.

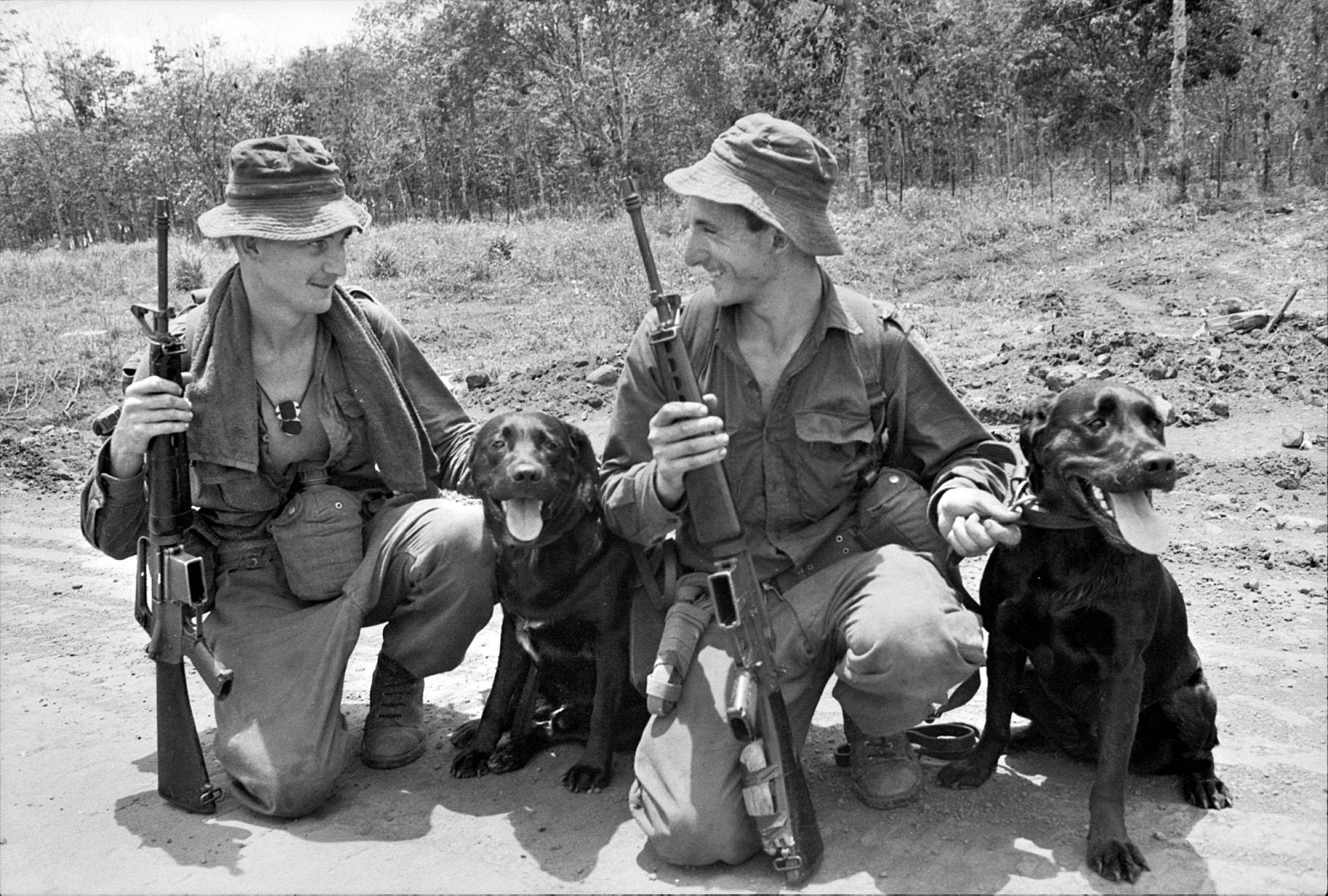
Australische Soldaten mit giggle hats im Vietnamkrieg, 1967.

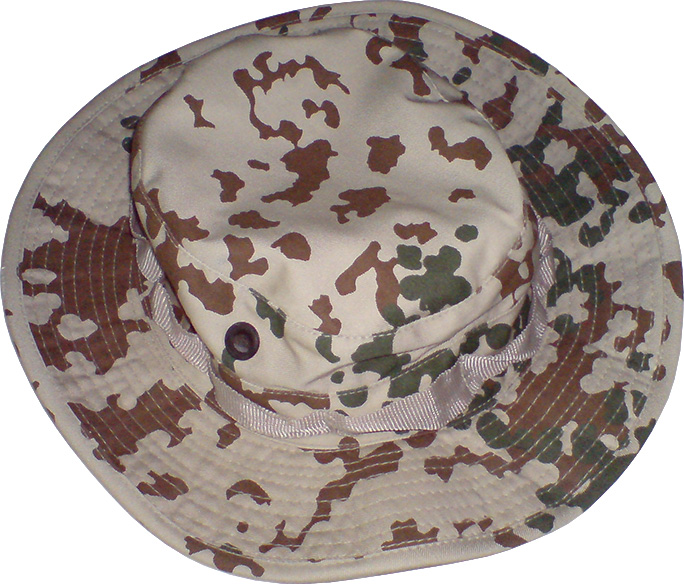
Boonie Hat in 3-Farben-Tarndruck der Bundeswehr

Ein Fischerhut bzw. Anglerhut ist ein Hut mit einer schmalen, nach unten abfallenden Krempe, der meist aus strapazierfähigem Baumwollstoff (zum Beispiel Segeltuch) oder aus schwerem Wollstoff (zum Beispiel Tweed) hergestellt wird. Manchmal sind seitlich Metallösen zur Belüftung eingearbeitet.
Der Fischerhut ist ein verbreitetes Mode-Accessoire in der Hip-Hop-Szene. Er gilt (neben Shorts und Taschenweste) unter anderem als stereotypes Erkennungszeichen deutscher Touristen im Ausland.
Eine Variante des Fischerhuts, der kova tembel כובע טמבל (»Dodel-« oder »Trottelhut«) hat den Status einer Ikone als Symbol der zionistischen Kultur Israels.
In Bulgarien wird der Hut – ähnlich wie in Israel – »Idiotenhut« (идиотка, idiotka) genannt.
Die Version, die von Soldaten der australischen Armee getragen wird, heißt bush hat oder giggle hat. Ein ähnlicher Hut mit breiter Krempe wird als Boonie Hat bezeichnet und sowohl militärisch und zivil genutzt.